# Olli Palola
Olli Palola, född 8 april 1988 i Uleåborg, är en finländsk professionell ishockeyspelare som spelar för[[Ässät]] i [[Liiga]].